# اچ‌ام‌سی‌اس پریسکوت (کی۱۶۱)
اچ‌ام‌سی‌اس پریسکوت (کی۱۶۱) (به انگلیسی: HMCS Prescott (K161)) یک کشتی بود که طول آن ۲۰۵ فوت (۶۲٫۴۸ متر) بود. این کشتی در سال ۱۹۴۱ ساخته شد.